# Ferula racemosoumbellata
Ferula racemosoumbellata är en flockblommig växtart som först beskrevs av Alexander Gilli, och fick sitt nu gällande namn av Karl Heinz Rechinger. Ferula racemosoumbellata ingår i släktet stinkflokesläktet, och familjen flockblommiga växter. Inga underarter finns listade i Catalogue of Life.